# Benthobiidae
Benthobiidae zijn een familie van weekdieren uit de klasse van de Gastropoda (slakken).

## Geslachten
- Benthobia Dall, 1889
- Fusulculus Bouchet & Vermeij, 1998